# Найкращий фільм 2
«Найкращий фільм 2» — ситуаційна комедія, продовження «Найкращого фільму», пародія на сучасні кіноблокбастери. Дата виходу — 22 січня 2009 року.
У випуску Comedy Club, присвяченому «Найкращому фільму 2», йшлося про те, що вже ведуться підготовки до зйомок третього фільму (прем'єра відбулася 20 січня 2011-го).